# کاظم وعل
کاظم وعل (انگلیسی: Kadhim Waal; ۱ ژانویهٔ ۱۹۵۱ – ۱۹ سپتامبر ۲۰۱۷) بازیکن فوتبال اهل عراق بود.
از باشگاه‌هایی که در آن بازی کرده‌است می‌توان به باشگاه ورزشی المینا اشاره کرد.
وی همچنین در تیم ملی فوتبال عراق بازی کرده‌است.